# الأدب الصغير والأدب الكبير
الأدب الصغير والأدب الكبير هو كتاب لعبد الله ابن المقفع
الأدب الكبیر: يعترف ابن المقفع بأنه أخذ كتابه هذا من أقوال المتقدمين، وقد قدم له بتوطئة: "في فضل الأقدمين على العلم وشروط درسه والغرض من هذا الكتاب". وقسمه إلى مبحثين: الأول في السلطان ومصاحبه وما يجمل بكل منهما من الخلال، وفي هذا المبحث بابان الأول السلطان والثاني في صحبة السلطان.
أما المبحث الثاني فقد خصه بالأصدقاء، وحسن اختيار الصديق، وحسن معاملته، وكل ما له علاقة بالأصدقاء.
الأدب الصغير: كان ابن المقفع في الأدب الصغير ناقلاً أيضاً. فقد قال: "وقد وضعت في هذا الكتاب من كلام الناس المحفوظ حروفاً"، غير أنه تصرف فيما نقله. وهذا الكتاب كناية عن دروس أخلاقية اجتماعية ترغب في العلم وتدعو المرء إلى تأديب نفسه، ويوصي بالصديق، ويتكلم على سياسة الملوك والولاة.